# Skate no Brasil
O Skate é hoje o sétimo esporte mais praticado no Brasil, com aproximadamente 2,7 milhões de praticantes No país, ao praticante dá-se o nome de «skatista» ou «esqueitista»,

## Histórico

### Início
A prática do skatismo chegou ao país no meio de década de 1960. Há, ainda, algumas especulações a respeito de quem trouxe o esporte para o nosso país, as principais são de que foram filhos de norte americanos e brasileiros que viajavam para os EUA.
À época, a galera que começava a se aventurar nas calçadas e paralelepípedos, influenciada pela revista surfer. Por conta disso, o esporte era chamado de “surfinho”. ou “surfe de asfalto” (BRANDÃO, 2012, p. 26).
{{cita|O início do skate no Brasil remonta aos anos 60, com uma galera que estava começando a surfar por aqui, influenciada pelos anúncios na Revista Surfer. Na época, o 'surfinho' era feito de patins, pregado numa madeira qualquer e com as rodas de borracha ou de ferro! Limitou-se aos surfistas que tentavam imitar no asfalto, as manobras praticadas nas ondas. Esse foi o primeiro momento do skate nacional.|Revista Tribo Skate, v. 9, n. 50, 1999, p. 37)

### A década de 1970 e os primeiros campeonatos
Um dos marcos da consolidação do skate como atividade esportiva foi o Campeonato de Skate da Quinta da Boa Vista (Rio de Janeiro), em novembro de 1975. Como ainda não existiam pistas apropriadas para o esporte, a competição aconteceu nas ruas.
No ano seguinte foi realizado o primeiro Campeonato com dimensão nacional. Organizado pela Waimea Surf Shop, no Clube Federal do Rio de Janeiro, o campeonato teve 34 inscritos, divididos em duas categorias, a sênior, vencida por Flávio Badenes, e a júnior, vencida por Mário Raposo.
Estes dois campeonatos foram realizados antes da inauguração da primeira pista de skate da América Latina, que datou de 4 de dezembro de 1976 no município de Nova Iguaçu. A pista, que contava com dois bowls de cerca de 20° de inclinação e ficava localizada na Praça Ricardo Xavier da Silveira, também foi palco da primeira competição de skate em pista do Brasil, em junho de 1977
Com isso, a imprensa não especializada começava a noticiar os acontecimentos envolvendo o esporte.

### De 1976 a 1982 - A perda de popularidade
Um fato noticiado pela revista Manchete, em 1976, mostrava a tentativa de policiais em impedir a prática do esporte no bairro do Morumbi, em São Paulo.
O esporte era considerado violento, visto que volta e meia seus praticantes se machucavam. Com isso, houve uma queda de popularidade do esporte. Contribuíram para isso, ainda, o crescimento da popularidade das bicicletas e do patins, que receberam altos investimentos em marketing. Para se ter uma ideia, a Revista Skateboarder’s Action Now15, deixou de publicar matérias exclusivamente sobre o skatismo, que passou a dividir as páginas com artes marciais, surf, BMX, entre outros.

### 1982 e o ressurgimento do Skate no Brasil
Em 1982, disputou-se o I Campeonato Brasileiro de Skate do Bowl, no Itaguará Country Club.
Em 1983, surgiu o primeiro tênis da História do skate no Brasil, o Mad Rats.
Em 1984 e 1985, três marcos ajudaram a popularizar o esporte no país: o lançamento do programa “Vibração”, no Rio de Janeiro, apresentado por Cesinha Chaves; a inauguração da revista Overall; e a realização do campeonato brasileiro do Itaguará, que contou com a presença do norte americano Tony Alva e Dave Ducan.
Em 1986, a delegação brasileira de skate participou do Campeonato Mundial no Canadá. Disputado na cidade de Munster, um brasileiro se destaca: Lincoln Ueda, que conquistou o quarto lugar.

### 1988 e a criação da União Brasileira de Skate
Em 1988 surge a União Brasileira de Skate e a realização do Sea Club Overall Skate Show (skate e show simultâneos), com a participação de convidados internacionais, à medida que o esporte crescia, um fato inusitado acontece.
Neste mesmo ano, o prefeito de São Paulo, Jânio Quadros, proibiu que se andasse de skate no Parque Ibiapuera e depois de protestos dos skatistas, proíbe também que se ande de skate em toda a cidade de São Paulo.
O Circuito Brasileiro de Skate Profissional foi inaugurado em 1989 na categoria street style. O vencedor foi o paulistano Rui Muleque. Foi realizado pela União Brasileira de Skate (UBS). A disputa conta hoje com provas passando por estados como São Paulo, Rio de Janeiro, Paraná, Rio Grande do Sul, Minas Gerais e Brasília, realizadas pela Confederação Brasileira de Skate (CBSk).
Em 1989, foi disputada a Copa Itaú de Skate na praia de Ipanema, no Rio de Janeiro, considerada um marco do esporte no Brasil.

### Anos 1990
No ano de 1995, Rodrigo de Menezes conquistou o primeiro título mundial de vertical para o Brasil.
Em março de 1999, foi fundada em Curitiba a Confederação Brasileira de Skate (CBSk), a entidade que regulamenta as normas e políticas voltadas ao desenvolvimento do skate (skateboard) no território brasileiro.